# Jenny Algelid
Jenny Algelid, coneguda també com a Jenny Algelid-Bengtsson, (Kungälv, Västra Götaland, 6 de març de 1976) va ser una ciclista sueca, professional del 1999 al 2003. Guanyadora dos cops de la Volta a Turíngia, també ha obtingut nombrosos campionats nacionals en contrarellotge.

## Palmarès
- 1992
  -  Campiona de Suècia júnior en contrarellotge
- 1993
  -  Campiona de Suècia júnior en ruta
  -  Campiona de Suècia júnior en contrarellotge
- 1995
  -  Campiona de Suècia en contrarellotge
- 1996
  -  Campiona de Suècia en contrarellotge
- 1997
  -  Campiona de Suècia en contrarellotge
- 1998
  -  Campiona de Suècia en contrarellotge
- 1999
  -  Campiona de Suècia en contrarellotge
- 2001
  - 1a a la Volta a Nuremberg
  - Vencedora d'una etapa a la Volta a Turíngia
  - Vencedora d'una etapa a l'Albstadt-Frauen-Etappenrennen
- 2002
  -  Campiona de Suècia en contrarellotge
  - 1a a la Volta a Nuremberg
  - Vencedora d'una etapa al Giro de Toscana-Memorial Michela Fanini